# Dikembe Dixson
Dikembe Dixson (Freeport, 6 settembre 1996) è un cestista statunitense.